# منطقه شکارممنوع کوه هوا و تنگ‌خور
منطقه شکارممنوع کوه هوا و تنگ‌خور یک منطقه شکارممنوع در جنوب ایران است که با وسعت ۱۲۹٬۶۵۸ هکتار در جنوب استان فارس قرار دارد و از نظر تقسیمات سیاسی در حوزه سه شهرستان لامرد (شمال غرب، شمال و شمال شرق بخش علامرودشت)، خنج (بخش محمله) و گراش (دهستان خلیلی) واقع شده‌است و یکی از ۲۰ منطقه شکارممنوع استان فارس به‌شمار می‌رود. محدوده مذکور در فاصله ۳۰ کیلومتری شهر علامرودشت، ۸۰ کیلومتری شمال شهر لامرد و ۶۵ کیلومتری جنوب غربی و غرب خنج قرار دارد و توسط اداره حفاظت محیط زیست شهرستان لامرد و انجمن‌های مردم‌نهاد با همکاری شکارچیان سابق محلی اداره و حفاظت می‌شود.

## تاریخچه حفاظت
این محدوده از سال ۱۳۷۸ به عنوان منطقه شکار ممنوع انتخاب شده‌است. پاسگاه محیط‌بانی کوه هوا به منظور حفاظت از این منطقه در سال ۱۳۸۰ ساخته شده و چهار نفر محیط‌بان از حیات وحش این منطقه حفاظت می‌کنند.
اولین آگهی رسمی در تاریخ ۱۳۷۸/۱۲/۱۵ در روزنامه رسمی کشور، به‌مدت پنج سال به‌عنوان منطقه شکارممنوع اعلام شد. در آخرین آگهی در سال ۱۳۸۶ ممنوعیت شکار در این منطقه به مدت ۵ سال تمدید گردید.
در سال‌های اخیر با مشارکت اداره حفاظت محیط زیست شهرستان لامرد و انجمن مردم‌نهاد پایشگران زمین و زندگی علامرودشت و برپایی چادرهای ویژه به منظور جلوگیری از شکار و زنده‌گیری نوزادان حیات وحش در منطقه شکار ممنوع کوه هوا، جمعیت حیات وحش افزایش چشمگیری داشته‌است. این انجمن مردم‌نهاد فعالیت جدی حفاظت از این گونه‌ها را با همکاری اداره حفاظت محیط زیست شهرستان لامرد از سال ۱۳۹۵ آغاز کرد و با احداث ۱۰ باب آبشخور و یک باب پاسگاه قرق‌بانی و استخدام ۳ قرق‌بان در قالب حفاظت مشارکتی سبب افزایش جمعیت حیات وحش منطقه شکار ممنوع کوه هوا و تنگ خور شد؛ به طوری که بر اساس آمار سرشماری حیات وحش این منطقه، جمعیت کَل، بُز و قوچ و میش از تعداد ۸۴ رأس در سال ۱۳۹۵ به ۸۰۹ رأس در سال ۱۳۹۸ رسید. در سرشماری حیات وحش این منطقه در سال ۱۳۹۹، تعداد گونه‌های کل و بز و قوچ و میش با افزایشی چشمگیر به ۱۵۰۳ رأس، شامل ۷۲۰ رأس قوچ و میش لارستانی و تعداد ۷۸۳ رأس کل و بز رسید. فعالیت جدی حفاظت از این گونه‌ها توسط انجمن پایشگران زمین و زندگی علامرودشت با همکاری اداره حفاظت محیط زیست شهرستان لامرد، حمایت‌های دادگستری و تغییر رویه شکارچیان متخلف از عوامل افزایش چشمگیر جمعیت حیات وحش منطقه شکار ممنوع کوه هوا بوده‌است.
این منطقه با وجود تنوع زیستی بسیار غنی و گونه‌های ارزشمند جانوری و گیاهی همچنان به‌صورت منطقه شکارممنوع مدیریت می‌شود و با ارتقای آن به پناهگاه حیات وحش یا منطقه حفاظت‌شده موافقت نشده‌است. وجود چاه‌های فراوان گاز در کوه‌های هوا و تنگ‌خور، مهم‌ترین دلیل عدم موافقت با ارتقای این منطقه به عنوان یکی از مناطق چهارگانه حفاظت محیط زیست است.

## پوشش گیاهی و زندگی جانوری
منطقه شکارممنوع کوه هوا و تنگ خور با وسعت ۱۳۰ هزار هکتار شامل کوه‌های هوا، شانول، پرپازنی و کوه تلخ است. تلاقی دو ناحیه رویشی خلیج عمانی و ایران تورانی سبب تنوع گونه‌ای این منطقه شده‌است.
این منطقه دارای پوشش جنگلی نسبتاً متراکمی از گونه‌های بَنه، بادام و پسته کوهی در بین کوه‌های زاگرس جنوبی است. آویشن، بومادران، مرو تلخ و آنغوزه از مهم‌ترین گونه‌های دارویی آن به‌شمار می‌رود. کنار، استبرق، پسته کوهی، کیکم، انواع گون و گونه‌های مرتعی و گیاهان دارویی از دیگر گونه‌های گیاهی منطقه به‌شمار می‌رود.
منطقه شکارممنوع کوه هوا و تنگ خور به علت وجود گونه‌های کل، بز، قوچ، میش و پلنگ و راهگذر حیات وحش دارای ارزش است و از نظر تنوع زیستی میزبان زیرگونه منحصر به‌فرد قوچ و میش لارستان و کل و بز است و یکی از بهترین و بکرترین زیستگاه‌های گونه ارزشمند قوچ و میش لارستانی در استان فارس به‌شمار می‌رود. چهار گونه گربه‌سان مانند پلنگ، کاراکال، گربه جنگلی و گربه وحشی در این منطقه، زیست می‌کنند و همچنین سمور سنگی، روباه معمولی و شاه‌روباه نیز در آن یافت می‌شود.
همچنین این منطقه زیستگاه چندین گونه مار سمی شامل مار جعفری، کبرای سیاه، گرزه‌مار، افعی شاخدار و افعی پلنگی است. گونه‌هایی مانند عقاب دوبرادر نیز در این منطقه زادآوری دارند و پرندگانی مانند کبک و تیهو در آنجا به وفور یافت می‌شود.
در فروردین ۱۴۰۲ خورشیدی، با گشت و پایش محیط‌بانان، وجود پلنگ ایرانی در این منطقه شکارممنوع مشاهده و ثبت شد. کوه هوا به دلیل توانمندی مناسب از لحاظ تعداد گونه‌های حیات وحش، زیستگاهی مناسب و بالقوه برای پلنگ ایرانی به‌شمار می‌آید.

## تهدیدها و تعارضات

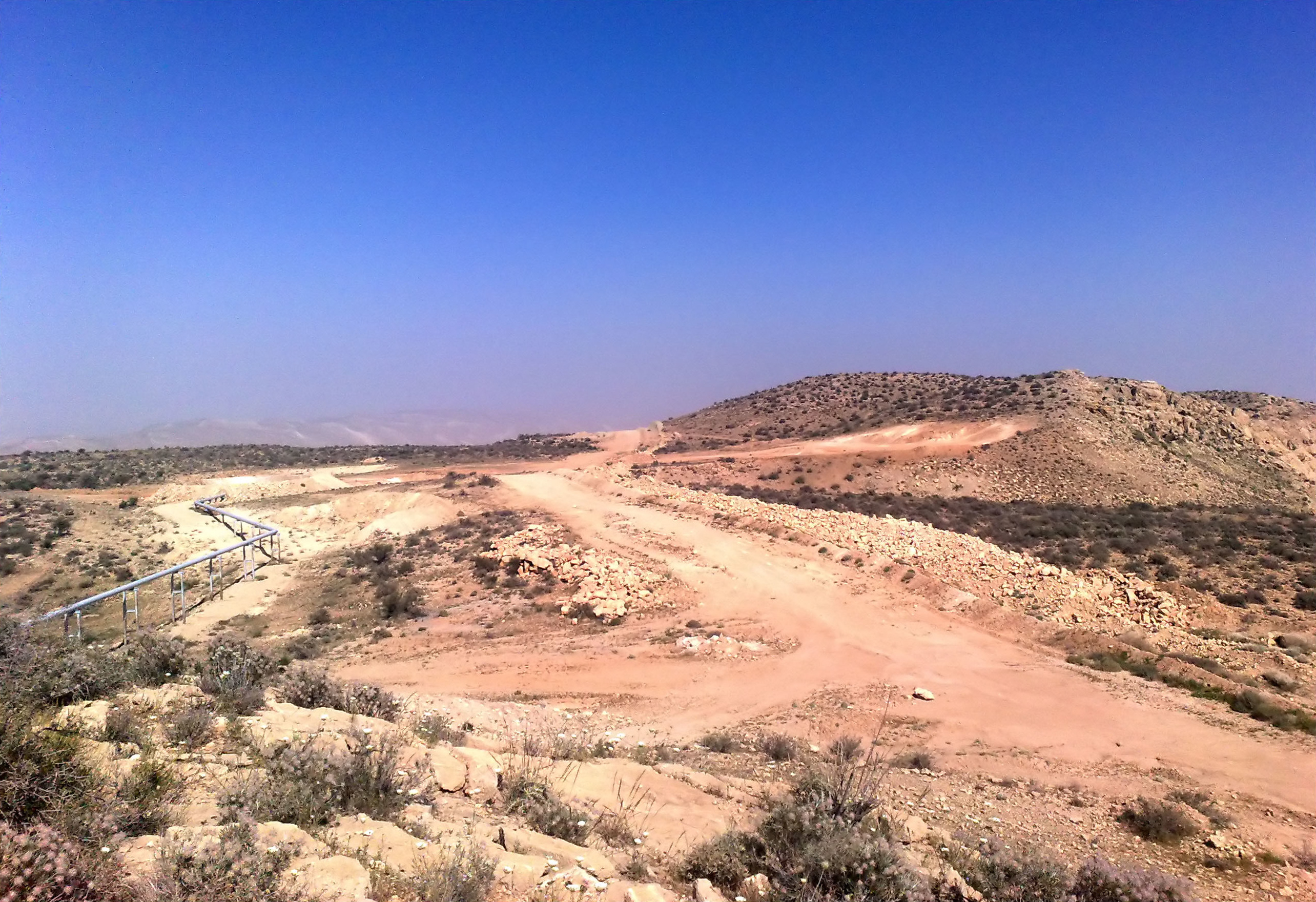
تخریب طبیعت کوه تنگ‌خور بر اثر تأسیسات میدان گازی شانول

این منطقه شکار ممنوع کوه هوا و کوه تنگ خور را شامل می‌شود. این دو کوه که به ترتیب میدان‌های گازی هما و شانول را در خود جای داده‌اند، در سال‌های اخیر به علت فعالیت‌های اکتشاف، استخراج و بهره‌برداری از منابع گاز آسیب فراوانی دیده‌اند و چهره بکر طبیعی آن دستخوش تغییر گردیده‌است. علاوه بر تخریب‌های متعدد توسط شرکت ملی گاز ایران و فعالیت‌های اکتشافی و حفاری جهت استخراج گاز، خشک‌سالی‌های پی‌درپی و در نتیجه کاهش منابع آب و غذا و وجود پروانه چرای متعدد و چرای بی‌رویه از جمله تهدیدات در منطقه به‌شمار می‌رود.

## جاذبه‌های گردشگری
این منطقه با توجه به وجود چشمه‌سارها و تنوع پوشش گیاهی و همچنین وجود مناطق بکر دیدنی، به خصوص در فصل زمستان و بهار پذیرای بازدیدکنندگان و گردشگران طبیعی می‌باشد.